# Łaskarzew (comune rurale)
Łaskarzew è un comune rurale polacco del distretto di Garwolin, nel voivodato della Masovia.
Ricopre una superficie di 87,53 km² e nel 2004 contava 5 536 abitanti.
Il capoluogo è Łaskarzew, che non fa parte del territorio ma costituisce un comune a sé.